# San Bartolomeo (Inganni)
San Bartolomeo è un dipinto ad affresco (311x173 cm) di Angelo Inganni, datato 1860 e conservato nella chiesa di Santa Maria in Silva a Brescia, all'altare sinistro.

## Storia
La commissione e le modalità di esecuzione dell'opera sono state chiarite dopo la scoperta, avvenuta nel 1990 fra le carte dell'Archivio vescovile di Brescia, di una lettera di Angelo Inganni alla fabbriceria di Santa Maria in Silva datata 24 marzo 1860 e della quietanza di pagamento dell'opera, datata 6 agosto 1860. Nella lettera, l'Inganni propone di eseguire un affresco invece di un dipinto a olio, così come evidentemente gli era stato chiesto, poiché "stante l'esposizione dell'altare e la luce che esso riceve, un dipinto a olio verrebbe ad essere assolutamente sacrificato: la luce di riverbero che riceverebbe dal piano gli torrebbe il prestigio dell'anta".
Siccome sia la lettera, sia la quietanza di pagamento facevano parte di un gruppo di documenti relativi a Santa Maria in Silva e legati alla famiglia Facchi, è assolutamente verosimile che la committenza dell'opera provenga da quello stesso Bortolo Facchi che aveva donato l'area su cui costruire la chiesa. Tra i due, oltretutto, doveva esistere un rapporto di amicizia: nel 1856, il Facchi si era fatto ritrarre da Angelo Inganni il quale, nel 1857, aveva eseguito anche un ritratto del figlio Giovanni. Durante la stesura di questo San Bartolomeo, inoltre, l'Inganni era ospitato proprio in casa Facchi, poco distante da Santa Maria in Silva. In ultimo, si giustificherebbe la scelta del soggetto, cioè san Bartolomeo, eponimo di Bortolo Facchi.

## Descrizione
Il dipinto raffigura san Bartolomeo vestito da una lunga e ampia tunica bianca, in atto di distribuire il pane a tre bambini che stanno ai suoi piedi, uno dei quali, quello di destra, in preghiera. Dietro al santo si eleva una massiccia formazione rocciosa, sulla quale volano un angelo e un cherubino: il primo mostra una cornice raggiata contenente l'immagine allegorica della Fede a monocromo, mentre il secondo regge il coltello con il quale il santo fu scuoiato e la palma del martirio. In alto a sinistra, in uno scorcio paesaggistico, si vede parte di un tempio dal quale sta fuggendo un demone.

## Stile
Per la figurazione del santo e dell'ambiente circostante, Angelo Inganni si rifà dettagliatamente a un episodio dell'agiografia del santo raccontata nella Legenda Aurea, in cui il santo, giunto in India per predicare il Vangelo, entrò in un tempio e sconfisse il demone Astaroth. I pagani del tempio, pertanto, si trasferirono in un altro tempio dove si venerava il demone Beiret, il quale volle che i suoi fedeli stessero in guardia da san Bartolomeo e lo descrisse in modo che lo riconoscessero: tale descrizione viene seguita alla lettera dall'Inganni per rappresentare il santo nel dipinto, in cui inserisce anche il dettaglio della cacciata di Astaroth dal tempio.
Il San Bartolomeo di Santa Maria in Silva è uno dei pochi esempi di arte sacra nella produzione artistica di Angelo Inganni, prevalentemente paesaggista e ritrattista. In questa breve sezione della sua carriera, come già rilevabile nelle opere di soggetto sacro eseguite per le parrocchiali di Iseo e Gussago, il pittore dimostra grande sicurezza e mestiere, basando i suoi soggetti su schemi e modelli del passato ma arricchendoli di dettagli realistici, discendenti dalla sua esperienza in ritratti e paesaggi. L'accademismo, latente come nella maggior parte dei dipinti ottocenteschi, risulta stemperato da particolari più vivaci, quali i tre bambini ai piedi del santo.